# Gaëlle Quélin
Gaëlle Quélin, née en 1971, est une nageuse synchronisée française.

## Biographie
Elle obtient deux médailles d'or continentales par équipe, aux Championnats d'Europe de natation 1987 et aux Championnats d'Europe de natation 1989.